# Волково (Ельнинский район)
Во́лково — деревня  в  Смоленской области России,  в Ельнинском районе. Население – 2 жителя (2007 год). Расположена в юго-восточной части области  в 16  км к северу от города Ельня, в 1,2 км восточнее автодороги Р137 Сафоново — Рославль. Входит в состав Бобровичского сельского поселения.